# Kaplica bł. Karoliny Kózki w Zasadnem
Kapica bł. Karoliny Kózki w Zasadnem – kościół pomocniczy parafii Przemienienia Pańskiego i Nawiedzenia Najświętszej Maryi Panny w Kamienicy zbudowany we wsi Zasadne w latach 1983–1993 według projektu Pawła Dygonia. Pełni rolę domu modlitwy dla mieszkańców wsi i miejsce odprawiania niedzielnej liturgii. Odpust w kaplicy przypada 18 listopada – w dniu wspomnienia liturgicznego osoby błogosławionej Karoliny Kózka.
Jest to budynek dwukondygnacyjny, pokryty blachą, z charakterystyczną nadbudówką od frontu.
Znajdująca się w górnej części kaplica jest jednonawowa. Znajduje się w niej ołtarz z obrazem Najświętszej Maryi Panny Królowej Aniołów oraz prostym krucyfiksem. Po obu stronach ołtarza wiszą obrazy: z lewej Jezus Miłosierny, a z prawej Błogosławiona Karolina Kózka.